# تقريظ الجاحظ (كتاب)
تقريظ الجاحظ كتاب ألفه أبو حيان التوحيدي جمع فيه أخبار الجاحظ، وهو كتاب مفقود نقل عنه ياقوت الحموي في معجم الأدباء.